# Gmina Lihula
Gmina Lihula (est. Lihula vald) – gmina wiejska w Estonii, w prowincji Lääne. W 2017 roku gmina Lihula, gmina Hanila, gmina Koonga oraz gmina Varbla zostały połączone w gminę Lääneranna.
W skład gminy wchodziły:
- 1 miasto: Lihula
- 25 wsi: Alaküla, Hälvati, Järise, Kelu, Kirbla, Kirikuküla, Kloostri, Kunila, Lautna, Matsalu, Meelva, Metsküla, Pagasi, Parivere, Penijõe, Petaaluse, Poanse, Rumba, Saastna, Seira, Tuhu, Tuudi, Vagivere, Valuste, Võhma.